# Regla de la razón
La regla de la razón (en inglés, rule of reason) es un principio jurídico que determina si una práctica comercial específica, en un contexto determinado, constituye una competencia desleal o, por el contrario, es beneficiosa para la economía de mercado. Para ello, se analiza cada caso de forma individual, considerando los efectos de la práctica de que se trate, cómo afecta a la competencia y si las leyes o decisiones previas protegen tanto a la competencia como los intereses de los consumidores.

## Origen del concepto
Aunque el concepto de la regla de la razón fue mencionado por primera vez en el caso Addyston Pipe and Steel Co. V. United States de 1899, su desarrollo más significativo ocurrió en el caso Standard Oil Co. Of New Jersey v. United States de 1911.En este caso, la Corte Suprema de Estados Unidos dictaminó que la palabra “monopolizar”, presente en las leyes antimonopolio, debía analizarse considerando la garantía de libertad contractual. Por lo tanto, para que una práctica monopolística se considere ilegal, debe examinarse su propósito, la intención detrás de ella y la razonabilidad del beneficio que aporta al público en general, para determinar si existe una restricción irrazonable de la competencia.

### Importancia
La regla de la razón permite un análisis más flexible que la “ilegalidad per se”. Bajo la regla de la razón, el demandante debe probar los efectos anticompetitivos de la conducta en cuestión, lo que lleva a una investigación más profunda. Se argumenta que este enfoque fomenta conductas procompetitivas, ya que permite a las empresas justificar sus acciones si demuestran que no dañan la competencia.
La regla de la razón se basa en la experiencia acumulada de la jurisprudencia y el análisis económico para determinar el estándar a aplicar. Sin embargo, la determinación de si aplicar la regla per se o la regla de la razón puede ser compleja y requerir un análisis de los efectos de la conducta.A pesar de su flexibilidad, esta regla ha generado debate en sistemas jurídicos como el colombiano.Algunos autores cuestionan si su aplicación, basada en criterios de razonabilidad y eficiencia económica, es compatible con los principios de legalidad y seguridad jurídica, argumentando que podría dar a las autoridades de competencia un margen excesivo de discrecionalidad.

## Contexto histórico

### Origen de la Ley Sherman
El derecho antimonopolio en los Estados Unidos surgió con la promulgación de la Ley Sherman en 1890.Esta ley buscaba prohibir las prácticas comerciales que restringieran el comercio interestatal y el monopolio, estableciendo las bases para un mercado más competitivo.
Desde sus inicios, el derecho antimonopolio estadounidense ha utilizado dos enfoques principales para analizar las prácticas económicas: la ilegalidad per se y el análisis bajo la regla de la razón.
1. La regla per se considera ciertas conductas como intrínsecamente anticompetitivas, por lo que su sola existencia es suficiente para declararlas ilegales. Este enfoque, más rígido, se aplica a prácticas como los "carteles duros", donde la experiencia ha demostrado consistentemente sus efectos negativos en la competencia.
2. En contraste, la regla de la razón permite un análisis más flexible y contextualizado de la conducta en cuestión. Exige evaluar la naturaleza, el propósito y los efectos de la práctica para determinar si restringe la competencia de manera irrazonable. Este enfoque reconoce que algunas prácticas pueden tener efectos procompetitivos y anticompetitivos, y busca equilibrar la protección de la competencia con la promoción de la eficiencia.

## Evolución jurisprudencial
Si bien la regla de la razón se originó en el caso Addyston Pipe and Steel Co. v. United States de 1899, el caso Chicago Board of Trade v. United States de 1918 proporcionó una definición más clara de este principio.En este caso, la Suprema Corte de Estados Unidos estableció que, para evaluar una restricción bajo la regla de la razón, los tribunales deben considerar:
- Los hechos específicos del negocio al que se aplica la restricción.
- La condición del negocio antes y después de la imposición de la restricción.
- La naturaleza de la restricción y sus efectos reales o probables.
- La historia de la restricción.
- El mal que se cree que existe.
- La razón para adoptar el remedio particular.
- El propósito o fin que se busca alcanzar.

Esta definición amplia permitió a los tribunales considerar una variedad de factores al aplicar la regla de la razón, sentando las bases para un análisis más sofisticado de las prácticas económicas.
La importancia de la regla de la razón radica en su capacidad para establecer criterios flexibles para evaluar los acuerdos entre competidores y las prácticas comerciales.Al considerar las circunstancias particulares de cada caso, la regla de la razón:
- Evita la aplicación de prohibiciones absolutas que podrían obstaculizar la innovación y la eficiencia.[4]
- Permite a las empresas justificar las restricciones a la competencia si demuestran beneficios procompetitivos para los consumidores.[4]
- Fomenta un análisis económico más profundo de las prácticas comerciales, llevando a un mayor entendimiento de su impacto en la competencia.[7]

## Aplicación en el Derecho Antimonopolio

### Método de análisis
El análisis bajo la regla de la razón implica una evaluación exhaustiva de los efectos de la práctica económica en el mercado. El objetivo es determinar si, en última instancia, la práctica promueve o perjudica la competencia. Este análisis generalmente se divide en dos pasos principales:
1. Identificación de los efectos anticompetitivos.
2. Identificación de los efectos procompetitivos.

Si los efectos anticompetitivos superan los procompetitivos, la práctica se considera una restricción irrazonable de la competencia y, por lo tanto, ilegal.Si, por el contrario, los beneficios procompetitivos compensan los efectos negativos, la práctica se considera legal.

## Aplicaciones prácticas
La regla de la razón se ha aplicado a una amplia gama de prácticas económicas, incluyendo:
- Acuerdos de fijación de precios: En general, los acuerdos horizontales de fijación de precios entre competidores se consideran ilegales per se.[3]Sin embargo, los acuerdos verticales de fijación de precios, entre empresas en diferentes niveles de la cadena de distribución, pueden ser analizados bajo la regla de la razón.[1][4]
  - Por ejemplo, un fabricante podría establecer un precio mínimo de reventa para sus distribuidores. Si bien esto podría limitar la competencia entre los distribuidores, también podría incentivar la inversión en servicios de preventa y posventa, beneficiando a los consumidores.[1]
- Restricciones verticales: Las restricciones verticales, como los acuerdos de distribución exclusiva o las cláusulas de no competencia, pueden tener efectos procompetitivos y anticompetitivos.[1][4]Su legalidad se determina mediante el análisis de la regla de la razón.
  - Por ejemplo, un acuerdo de distribución exclusiva podría permitir al fabricante controlar la calidad del producto y la imagen de la marca, beneficiando a los consumidores. Sin embargo, también podría limitar la competencia al excluir a otros distribuidores del mercado.[4]
- Fusiones entre empresas: Las fusiones horizontales, entre competidores directos, pueden ser analizadas bajo la regla de la razón. Se evalúa si la fusión resultará en una disminución significativa de la competencia, teniendo en cuenta factores como la concentración del mercado, las barreras de entrada y la posibilidad de que la fusión genere eficiencias que beneficien a los consumidores.[7]

## Perspectivas Globales
La aplicación de la regla de la razón varía significativamente entre diferentes jurisdicciones. 
En los Estados Unidos, la jurisprudencia ha evolucionado hacia una aplicación más flexible de la regla, reconociendo los posibles beneficios de algunas restricciones verticales.
En la Unión Europea, el enfoque ha sido tradicionalmente más restrictivo, pero se observa una tendencia hacia una mayor consideración de los efectos procompetitivos.
En América Latina, la aplicación de la regla de la razón es heterogénea, con algunos países adoptando un enfoque más flexible que otros. Estas diferencias reflejan las distintas filosofías y prioridades de las políticas de competencia en cada región.